# لينارد لاكوفكا
لينارد «لين» لاكوفكا (1944 - 2020)، هو كاتب أمريكي لمواد لعبة الأدوار الخيالية سجون وتنانين (بالإنجليزية: Dungeons & Dragons)‏. على الرغم من أنه لم يكن عضوًا رسميًا في فريق TSR، وهي الشركة التي نشرت Dungeons & Dragons ، إلا أنه كان صوتًا مؤثرًا في تطوير اللعبة. كما كان أحد متمرسي اللعبة أثناء تطويرها، وكان محررًا للمخطوطات المبكرة، وكتب عمودًا شهريًا لمجلة D&D مقروءًا على نطاق واسع.

## روابط خارجية
- "لين لاكوفكا في قاعدة بيانات ألعاب تقمص الأدوار". مؤرشف من الأصل في 2010-09-10. اطلع عليه بتاريخ 2017-12-20.
- مقال دبلوماسي بقلم لين لاكوفكا